# هومن برق‌نورد
هومن برق‌نورد (زادهٔ ۵ دی ۱۳۴۸) بازیگر اهل ایران است. او برای بازی در مجموعهٔ دزد و پلیس (۱۳۹۱) نامزد جایزه حافظ بازیگر مرد کمدی تلویزیونی شد و برای فیلم سینما متروپل (۱۴۰۲) دیپلم افتخار بهترین بازیگر نقش مکمل مرد جشنواره فیلم فجر را دریافت کرد.

## زندگی و حرفه
هومن برق نورد در سال ۱۳۷۴ با سریال ابووهیب بهلول وارد حرفهٔ بازیگری در تلویزیون شد و با فیلم یک تکه نان در سال ۱۳۸۳، بازی در سینما را تجربه کرد. از مهم‌ترین آثار او، بازی در سریال ساختمان پزشکان در سال ۱۳۸۹ می باشد. او سپس با دزد و پلیس در سال ۱۳۹۱ و سپس دودکش در سال ۱۳۹۲، درخشید. برق‌نورد در چندین فیلم و سریال در کنار بهنام تشکر، بازی کرده است که بیشتر به عنوان نسخه ایرانی لورل و هاردی از آن‌ها یاد شده است.
در چهل و یکمین دوره جشنواره بین‌المللی فیلم فجر دیپلم افتخار بهترین بازیگر نقش مکمل مرد برای فیلم سینما متروپل به برق‌نورد اهدا شد. محسن تنابنده با انتشار تصویری از دیپلم افتخار هومن برق‌نورد در حساب اینستاگرام که در مراسم اختتامیه جشنواره فیلم فجر ۴۱ به این بازیگر اهدا شد، به چند نکته جالب توجه اشاره کرد. تصویر تقدیرنامه اهداء شده به وی دارای خط خوردگی بود و با حواشی زیادی همراه شد.
اما هیچ واکنشی از خود هومن برق‌نورد در این باره دیده نشد. پس از حواشی بوجود آمده در مورد تصویر دیپلم افتخار مجتبی امینی دبیر چهل و یکمین دوره جشنواره بین‌المللی فیلم فجر تصویر اصلی دیپلم افتخار هومن برق نورد را منتشر کرد.

## فعالیت هنری

### تئاتر
- آن‌ها دروغ می‌گویند[۱۰]
- به مناسبت ورود اشکان
- نشر اکاذیب (صدا)
- از انتهای زمستان تا ابتدای بهار (نمایشنامه خوانی)
- زودمی گذرد… (یک اجرای شنیداری از نمایشنامه افرا)
- فیلم نمایش آینه‌های روبه رو
- مرغابی وحشی
- خلایق هر چی لایق (کارگردان)
- بیژن و منیژه
- موسیو ابراهیم، گل‌های قرآن
- آوازخوان طاس
- گلن گری گلن راس
- هامون بازها
- آدامس خوانی (بازیگر)
- ترانه‌های قدیمی: پیکان جوانان
- زمستان ۶۶

### تلویزیون
| سال       | عنوان                          | کارگردان                                  | نقش                   |
| --------- | ------------------------------ | ----------------------------------------- | --------------------- |
| ۱۴۰۳      | چسب زخم                        | مجید پرکار                                | سالار                 |
| ۱۴۰۳      | طوبی                           | سعید سلطانی                               | عماد هامون            |
| ۱۴۰۳      | دربندون                        | حسن لفافیان                               | داوود                 |
| ۱۴۰۲      |                                |                                           |                       |
| زیرخاکی ۴ | جلیل سامان                     | ناصری                                     |                       |
| رحیل۲فصل  | مسعود آب پرور رامین عباسی زاده | شفیق                                      |                       |
| ۱۴۰۱      | زیرخاکی ۳                      | جلیل سامان                                | ناصری                 |
| ۱۴۰۰      | دودکش ۲                        | برزو نیک‌نژاد                              | فیروز مشتاق           |
| ۱۴۰۰      | زیرخاکی ۲                      | جلیل سامان                                | ناصری                 |
| ۱۳۹۹      | دادستان                        | مسعود ده نمکی                             |                       |
| ۱۳۹۷      | آچمز                           | مهرداد خوشبخت                             | مصیب رنجبر            |
| ۱۳۹۵      | پادری                          | محمدحسین لطیفی                            | فیروز مشتاق           |
| ۱۳۹۴      | دوردست‌ها                       | جواد ارشاد سرابی                          | عماد                  |
| ۱۳۹۴      | آخرین فرستاده                  | سید ابوالفضل سنگ سفیدی                    |                       |
| ۱۳۹۴      | قرعه                           | برزو نیک‌نژاد                              | سیامک                 |
| ۱۳۹۴      | آقا و خانم سنگی                | شاهد احمدلو                               | شکوهی                 |
| ۱۳۹۳      | پرده‌نشین                       | بهروز شعیبی                               | حاج آقا مهدوی         |
| ۱۳۹۳      | تله فیلم مرد خوب زن خوب        | علی اسداللهی                              | تورج                  |
| ۱۳۹۳      | سکوت پروانه‌ها                  | شاپور شهبازی                              | احمدی                 |
| ۱۳۹۲      | روزهای بد، به‌در                | سعید آقاخانی                              | پرویز                 |
| ۱۳۹۲      | دودکش                          | محمدحسین لطیفی                            | فیروز مشتاق           |
| ۱۳۹۲      | تله فیلم نیمه تاریک ماه        | حسین قناعت                                | فرید                  |
| ۱۳۹۱      | تله‌فیلم «دسر توت فرنگی»        | محمدرضا حاجی‌باشی                          |                       |
| ۱۳۹۱      | زمانه                          | حسن فتحی                                  | مهران نیکخواه         |
| ۱۳۹۱      | دزد و پلیس                     | سعید آقاخانی                              | داوود                 |
| ۱۳۹۱      | آدم آهنی                       | رحیم بهبودی فر                            |                       |
| ۱۳۹۱      | تله فیلم هفت سین (پیله سرا)    | رضا حامدی خواه                            | مهیار فرزام           |
| ۱۳۹۰      | چک برگشتی                      | سیروس مقدم                                | احمد                  |
| ۱۳۸۹–۹۰   | ساختمان پزشکان                 | سروش صحت                                  | ناصر افشار            |
| ۱۳۸۹      | در مسیر زاینده رود             | حسن فتحی                                  | گرکانی                |
| ۱۳۸۹      | تله فیلم جوجه تیغی‌ها           | حسین تبریزی                               | رامین                 |
| ۱۳۸۸      | باغ شیشه‌ای                     | مهدی مظلومی                               | ایرج                  |
| ۱۳۸۸      | فاکتور هشت                     | رضا کریمی                                 | دکتر کامران           |
| ۱۳۸۸      | تله فیلم بازجویی در کافه تهران | شاهد احمدلو                               | جلال                  |
| ۱۳۸۷      | قضاوت                          | ابراهیم شیبانی                            |                       |
| ۱۳۸۷      | تله فیلم دنده معکوس            | حسن فتحی                                  |                       |
| ۱۳۸۷      | مسافرخانه سعادت                | محمد رحمانیان                             | شهاب‌الدین باقی        |
| ۱۳۸۷      | اشک‌ها و لبخندها                | حسن فتحی                                  | خسرو                  |
| ۱۳۸۶      | بیداری                         | بهرام عظیم پور                            | وحید                  |
| ۱۳۸۵      | سریال توی گوش سالمم زمزمه کن   | محمد رحمانیان                             |                       |
| ۱۳۸۴      | پایان نمایش                    | بهمن زرین‌پور                              |                       |
| ۱۳۸۲      | معما                           | حسین قاسمی جامی محمدرضا آهنج مسعود آب‌پرور |                       |
| ۱۳۸۲      | تله تیاتر نکراسوف              | lحمد رحمانیان و سامان امیرپور             |                       |
| ۱۳۸۱      | بدون شرح                       | مهدی مظلومی                               | علی عمویی (فوتبالیست) |
| ۱۳۸۰      | عشق سال‌های جنگ                 | علی بهادر                                 |                       |
| ۱۳۷۵      | بازگشت به صحنه                 | مسعود فروتن                               |                       |
| ۱۳۷۴      | پس از آن روز                   | کریم اکبری مبارکه                         |                       |
| ۱۳۷۴      | ابووهیب بهلول (هفتمین سفیر)    | رضا شالچی                                 |                       |

### سینما
| سال  | نام فیلم            | کارگردان           | نقش              |
| ---- | ------------------- | ------------------ | ---------------- |
| ۱۴۰۳ | شاه نقش             | شاهد احمدلو        | رضا              |
| ۱۴۰۳ | صیاد                | جواد افشار         | ابوالحسن بنی صدر |
| ۱۴۰۲ | شه‌سوار              | حسین نمازی         |                  |
| ۱۴۰۲ | سال گربه            | مصطفی تقی‌زاده      | دکتر عارف بام    |
| ۱۴۰۲ | آپارات‌چی            | علی طاهرفر         | حسن              |
| ۱۴۰۲ | بهشت تبهکاران       | مسعود جعفری جوزانی |                  |
| ۱۴۰۱ | سینما متروپل        | محمدعلی باشه آهنگر |                  |
| ۱۳۹۹ | لیپار               | حسین ریگی          |                  |
| ۱۳۹۹ | جوجه تیغی           | مستانه مهاجر       |                  |
| ۱۳۹۸ | خون شد              | مسعود کیمیایی      | الهیار           |
| ۱۳۹۷ | خداحافظ دختر شیرازی | افشین هاشمی        | مرد فرنگی        |
| ۱۳۹۷ | تیغ و ترمه          | کیومرث پوراحمد     | جهان             |
| ۱۳۹۷ | زندانی‌ها            | مسعود ده نمکی      | سعید             |
| ۱۳۹۶ | به وقت خماری        | محمدحسین لطیفی     | قندی             |
| ۱۳۹۶ | سرو زیر آب          | محمدعلی باشه آهنگر | ابوالقاسم حسینی  |
| ۱۳۹۶ | لونه زنبور          | برزو نیک نژاد      |                  |
| ۱۳۹۵ | بن‌بست وثوق          | حمید کاویانی       |                  |
| ۱۳۹۵ | راه رفتن روی سیم    | احمدرضا معتمدی     |                  |
| ۱۳۹۵ | نرگس مست            | سید جلال‌الدین دری  | محمد فرخی یزدی   |
| ۱۳۹۵ | بوف کور             | احمدرضا معتمدی     | اکران نشده       |
| ۱۳۹۴ | گذر موقت            | افشین هاشمی        |                  |
| ۱۳۹۴ | سینما نیمکت         | محمد رحمانیان      | عطا              |
| ۱۳۹۲ | آرایش غلیظ          | حمید نعمت‌الله      | فاتحی            |
| ۱۳۹۲ | یک شام خوب          | مهدی مظلومی        | مانی کلهر        |
| ۱۳۹۲ | بیگانه              | بهرام توکلی        |                  |
| ۱۳۹۰ | ملکه                | محمدعلی باشه آهنگر |                  |
| ۱۳۹۰ | اینجا شهر دیگری است | احمدرضا گرشاسبی    |                  |
| ۱۳۹۰ | بی خداحافظی         | احمد امینی         |                  |
| ۱۳۹۰ | گناهکاران           | فرامرز قریبیان     | جهانبخش          |
| ۱۳۹۰ | سپیده               | حسین آقاهرندی      |                  |
| ۱۳۸۸ | کیفر                | حسن فتحی           | برزو دل‌آرا       |
| ۱۳۸۳ | یک تکه نان          | کمال تبریزی        | ابراهیم          |

### شبکه خانگی
| سال  | نام          | کارگردان                        | نقش               |
| ---- | ------------ | ------------------------------- | ----------------- |
| ۱۳۹۴ | شهرزاد ۱     | حسن فتحی                        | سرهنگ خسرو تیموری |
| ۱۳۹۶ | شهرزاد ۲     | حسن فتحی                        | سرهنگ خسرو تیموری |
| ۱۳۹۶ | شهرزاد ۳     | حسن فتحی                        | سرهنگ خسرو تیموری |
| ۱۳۹۸ | ریکاوری      | بهادر اسدی                      | مسعود             |
| ۱۳۹۸ | آدم آهنی     | رحیم بهبودی فر                  |                   |
| ۱۳۹۹ | شام ایرانی   | سعید ابوطالب                    | خودش              |
| ۱۳۹۹ | شب‌های مافیا  | سعید ابوطالب                    | خودش              |
| ۱۴۰۰ | جوکر         | احسان علیخانی سید حامد میرفتاحی | خودش              |
| ۱۴۰۰ | جیران        | حسن فتحی                        | شازده بصیر        |
| ۱۴۰۰ | ساخت ایران ۳ | بهمن گودرزی                     | ستوده             |
| ۱۴۰۱ | آکتور        | نیما جاویدی                     | صمدیان            |
| ۱۴۰۱ | شانس         | مهدی افضل زاده                  |                   |
| ۱۴۰۱ | دست به مهره  | امید سهرابی                     | خودش              |
| ۱۴۰۲ | ناتو         | مهدی صفی‌یاری                    | خودش              |
| ۱۴۰۲ | تی‌ان‌تی       | حامد آهنگی                      | خودش              |